# Wladimir Rostislawowitsch Medinski

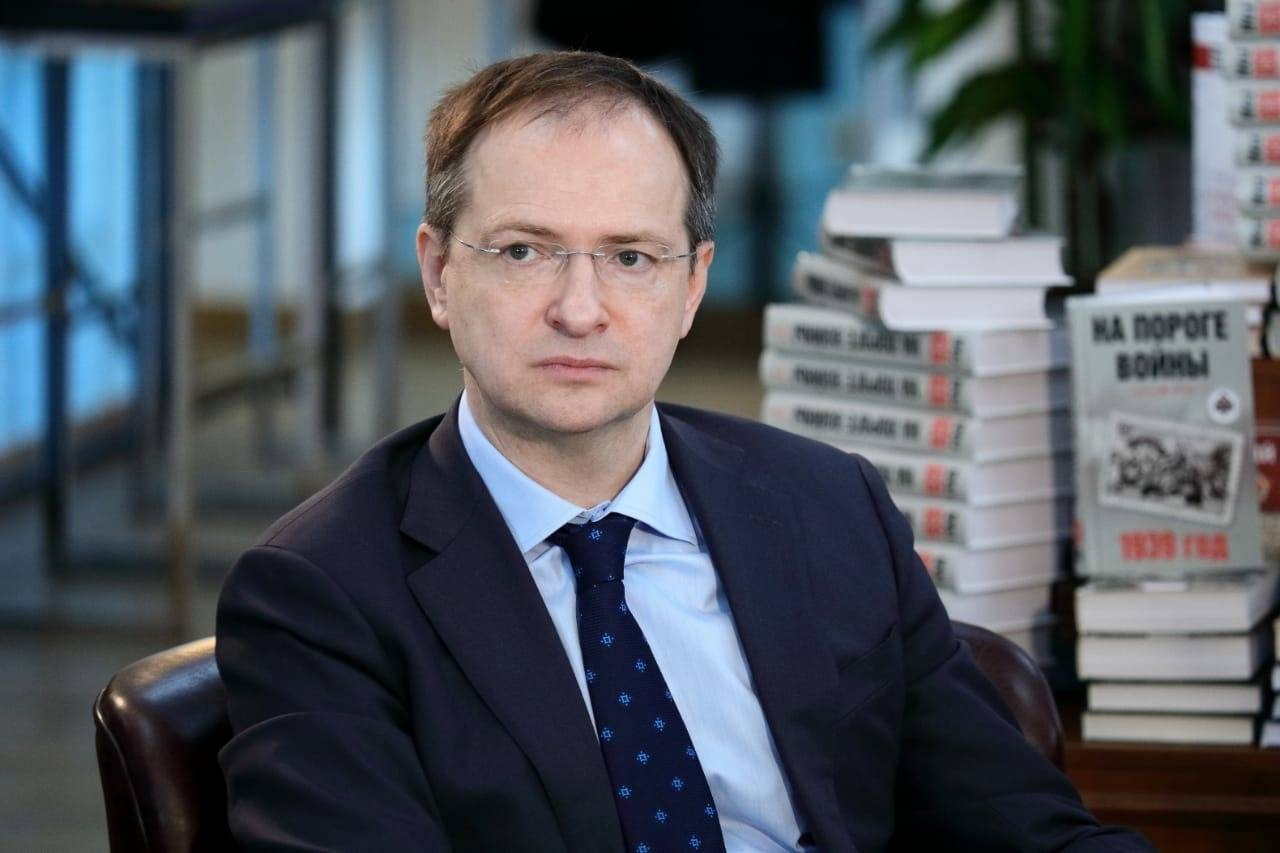
Wladimir Medinski (2020)

Wladimir Rostislawowitsch Medinski (russisch Владимир Ростиславович Мединский; * 18. Juli 1970 in Smila, Oblast Tscherkassy, Ukrainische SSR) ist ein russischer Politiker und Schriftsteller. Vom 21. Mai 2012 bis 15. Januar 2020 war er Minister für Kultur der Russischen Föderation. 2022 und 2025 leitete er die Friedensverhandlungen zwischen Russland und der Ukraine.

## Leben
Medinski studierte ab 1987 am Staatlichen Moskauer Institut für Internationale Beziehungen, MGIMO. Nachdem er zunächst eine Karriere im diplomatischen Dienst eingeschlagen hatte, wurde er im Jahr 2000 Berater des damaligen stellvertretenden Duma-Vorsitzenden Georgi Boos. Ab 2002 nahm er Leitungsfunktionen in der Partei Einiges Russland wahr, bis 2004 war er deren Vorsitzender im Stadtbezirk Moskau. Bei den Wahlen 2003 und 2007 wurde Medinski auf der Liste seiner Partei in die Duma gewählt.
2009 wurde er vom Staatspräsidenten Medwedew zum Mitglied der Kommission zur Verhinderung der Fälschung der Geschichte zum Schaden der Interessen Russlands ernannt. Er stand 2015 der Russischen Militärhistorischen Gesellschaft vor, der von Kritikern vorgeworfen wird, die Rehabilitierung Stalins voranzutreiben.

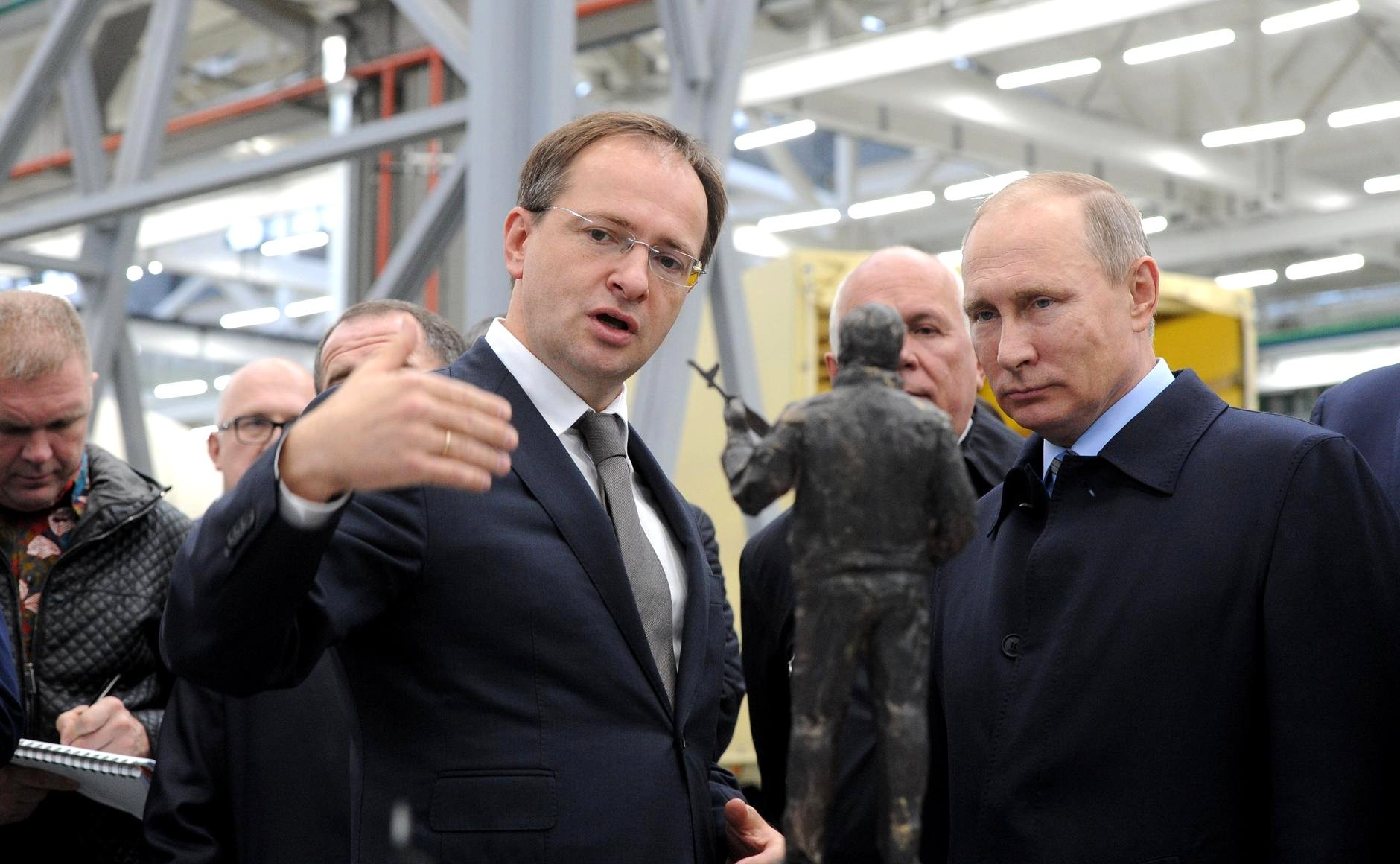
Medinski mit Wladimir Putin (2016)

Am 21. Mai 2012 wurde Medinski zum Minister für Kultur in der Regierung der Russischen Föderation ernannt. Im Herbst 2017 empfahl der Sachverständigenrat der Höheren Bescheinigungskommission, ihm den Doktorgrad für Geschichtswissenschaften abzuerkennen, weil er seine Dissertation vor einer Kommission verteidigt hatte, deren Leiterin wegen des Plagiats ihrer eigenen Dissertation entlassen worden war. Am 15. Januar 2020 wurde er als Kulturminister entlassen.
Am 15. März 2020 wurde Medinski zum Wirklichen Staatsrat 1. Klasse der Russischen Föderation befördert.
Mit einem Autorenteam schreibt er neue russische Geschichtsbücher für den Schulunterricht, die für die Klassen 10 und 11 ab 1. September 2023 an den russischen Schulen eingeführt wurden: „Die Kapitel, die sich auf die 1970er, 1980er, 1990er und 2000er Jahre konzentrieren, wurden komplett überarbeitet und neu geschrieben. Für die Jahre von 2014 bis heute wurde ein neuer Abschnitt hinzugefügt, der sich auf die ‚spezielle Militäroperation‘ konzentriert“. Die jungen Leute sollten stets bedenken, dass es eine „globale Industrie für die Produktion von inszenierten Videos und gefälschtem Bildmaterial“ gebe. Eine weitere Besonderheit an dem neuen Schulbuch sei sein lockerer Sprachstil. Sein neues Schulbuch enthalte „deutlich weniger Zahlen, Daten und trockene Statistiken“ und konzentriere sich „stattdessen auf Geschichten über Menschen und reale konkrete Ereignisse“, sagte Medinski auf einer Pressekonferenz des russischen Bildungsministeriums am 7. August 2023. Außerdem werde in dem Buch nicht von „Russen“ oder „Russland“ gesprochen, sondern von „uns“ oder „unserem Land“.
Im Jahr 2024 erhielt Medinski einen Beraterposten in der Präsidialverwaltung. Medinski ist seit Februar 2025 Vorsitzender des russischen Schriftstellerverbandes.
Am 28. Februar 2022 wurde er zum Leiter der russischen Delegation zu den Verhandlungen zwischen der Ukraine und Russland ernannt. Im Mai 2025 wurde bekannte, dass er auf russischer Seite die Friedensverhandlungen in der Türkei mit der Ukraine leiten soll.

## Politische Positionen
Wiederholt sprach sich Medinski für eine endgültige Bestattung Lenins und für die Umwandlung des Lenin-Mausoleums in ein Museum aus. Er ist Autor mehrerer Bücher, unter anderem verfasste er das mehrbändige Werk Mythen über Russland (Мифы о России), in dem er versucht, vermeintliche „negative Mythen“ der russischen Geschichte zu widerlegen.
Medinskis historischen Roman Die Mauer (2012), der von russischen Siegen über die Polen 1612 und Napoleon 1812 handelt, nannte die FAZ einen „patriotischen Geschichts-Fantasy-Thriller“. In dem Buch bezeichnete Medinski die russische Orthodoxie als probates Mittel der russischen Kampfmoral.
2015 bezeichnete er Wladimir Putin als ein „absolutes Genie der modernen Realpolitik“.
Medinski hatte behauptet, die Russen verfügten über ein zusätzliches Chromosom, was er entgegen der realen Nachteiligkeit als Zeichen der Überlegenheit der russischen Nation sah.

## Internationale Auszeichnungen
- 2017: Dostyk-Orden, Klasse I (Kasachstan)
- 2015: Kommandeur des Kulturverdienstordens des Fürstentums Monaco